# Portchester
Portchester es una localidad del sur de Inglaterra, en el Reino Unido. Pertenece al condado de Hampshire.

## Historia
La localidad cuenta con un antiguo castillo, el castillo de Portchester. Portchester se habría tratado del puerto original del estuario de la bahía de Portsmouth. La iglesia parroquial, que sufrió varias reformas y reconstrucciones, presenta rasgos de arquitectura normanda.